# Seille (Mosel)
A Seille folyó Franciaország területén, a Mosel jobb oldali mellékfolyója.

## Földrajzi adatok
Moselle megyében ered és Metznél, szintén Moselle megyében torkollik a Moselba. Hossza 137,7 km, vízgyűjtő területe 1287 km². Átlagos vízhozama 10,5 m³ másodpercenként.
Mellékfolyói a Verbach, Videlange, Nard, Petite Seille és Loutre Noire.

## Megyék és városok a folyó mentén
- Moselle : Dieuze, Vic-sur-Seille, Nomeny, és Metz.
- Meurthe-et-Moselle :Éply